# موزیکال ماتیلدا (فیلم)
موزیکال ماتیلدا (به انگلیسی: Matilda the Musical) فیلمی محصول سال ۲۰۲۲ و به کارگردانی متیو وارچوس است. در این فیلم بازیگرانی همچون آلیشا ویر، لاشانا لینچ، استیون گراهام، آندره‌آ ریسبرو و اما تامپسون ایفای نقش کرده‌اند.